# Tynaarlo (Dorf)

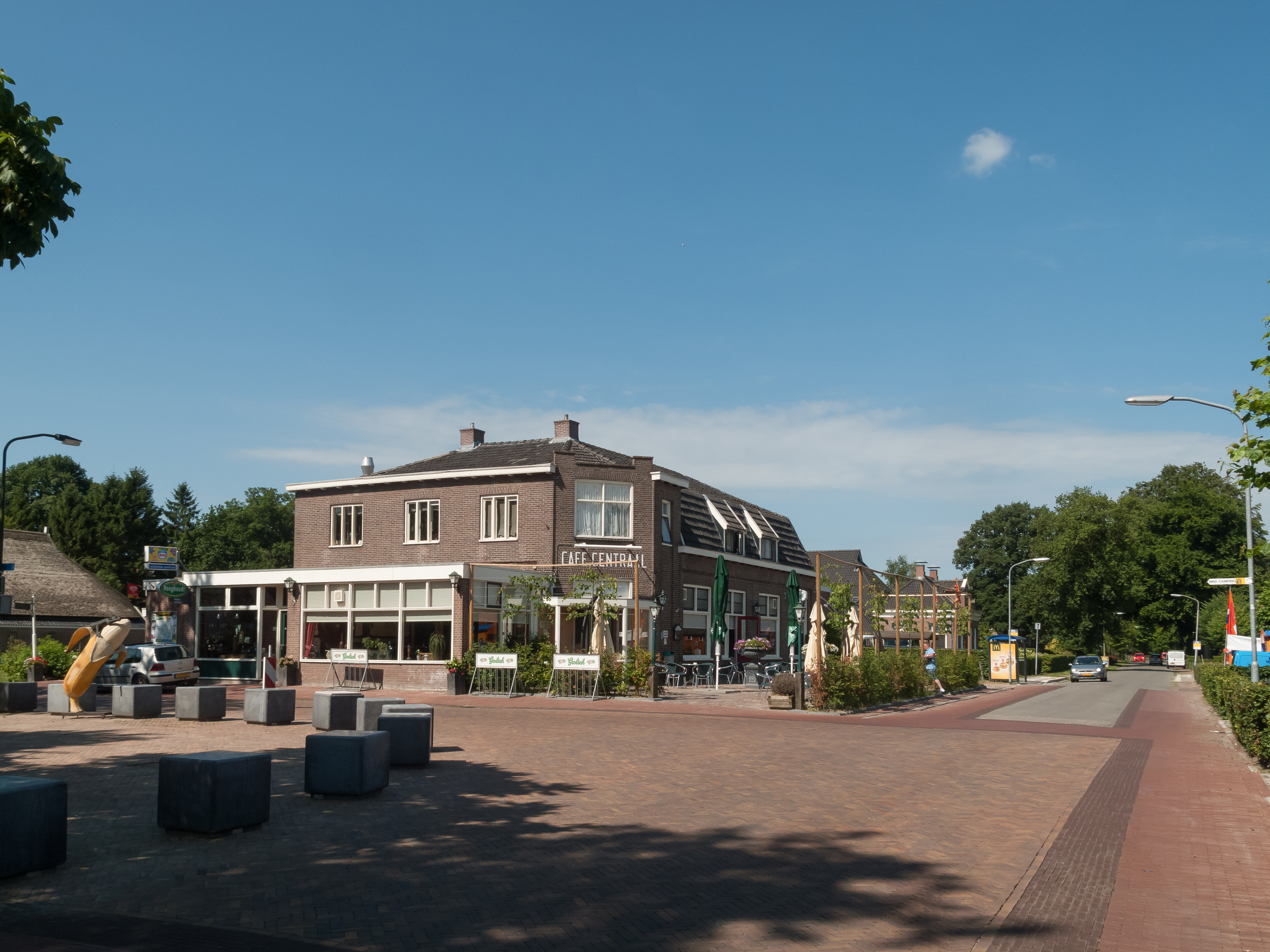
Tynaarlo

Tynaarlo (anhörenⓘ) (drents Tynaorl) ist ein kleines Dorf in der Provinz Drenthe, im Norden der Niederlande.
Das Dorf ist ein Teil der Gemeinde Tynaarlo und befindet sich zwischen den drei größten Dörfern: Zuidlaren, Eelde und Vries. Tynaarlo ist nicht weit von der Autobahn A28 entfernt, die den Norden der Niederlande mit dem Süden und dem Westen verbindet.